# Roberto Francisco Chiari Remón
Roberto Francisco Chiari Remón (ur. 2 marca 1905, zm. 1 marca 1981) - panamski polityk i przedsiębiorca.
Był synem prezydenta Rodolfo Chiari i przywódcą Partii Liberalnej. W 1948 został wiceprezydentem. Urząd ten sprawował do listopada 1949, kiedy to armia ustanowiła go prezydentem, jednak w tym samym miesiącu zrezygnował na polecenie Sądu Najwyższego. Ponownie urząd prezydencki obejmował w latach 1960-1964.